# Atheta catula
Atheta catula är en skalbaggsart som beskrevs av Thomas Casey 1910. Atheta catula ingår i släktet Atheta och familjen kortvingar. Inga underarter finns listade i Catalogue of Life.